# Observatoire gravitationnel européen
Pour les articles homonymes, voir EGO.
L'Observatoire gravitationnel européen,,,,,, parfois aussi appelé Observatoire européen gravitationnel,, (en anglais European Gravitational Observatory), en abrégé EGO, est un consortium créé pour gérer l'interféromètre Virgo et son infrastructure, ainsi que pour promouvoir la coopération dans le domaine de la recherche sur les ondes gravitationnelles en Europe. Il a été fondé le 11 décembre 2000, par le CNRS et l'INFN, et a son siège près de Pise, dans la commune de Cascina, où se trouve également l'interféromètre.

## Aperçu
EGO relève du droit italien. Son organe directeur est un conseil composé de personnes nommées par les membres du consortium (jusqu'à trois conseillers par membre). Le Conseil nomme un directeur qui est le représentant légal et directeur général d'EGO.
Un comité scientifique informe le conseil sur les activités scientifiques et techniques menées par le consortium, à titre consultatif. Il est composé d'une dizaine de personnalités scientifiques.
EGO poursuit ces objectifs principaux :
- assurer le bon fonctionnement de l'antenne VIRGO, sa maintenance, son exploitation et les améliorations à apporter ;
- assurer la maintenance des infrastructures connexes, y compris un centre de calcul
- assurer la maintenance du site ;
- effectuer toute autre recherche dans le domaine de la gravitation d'intérêt commun pour les Membres ;
- promouvoir la coopération dans le domaine de la recherche expérimentale et théorique sur les ondes gravitationnelles en Europe ;
- favoriser les contacts entre scientifiques et ingénieurs, la diffusion de l'information et la formation avancée des jeunes chercheurs ;
- promouvoir la communication, la vulgarisation, l'éducation et l'engagement des citoyens autour du thème des ondes gravitationnelles et de l'astronomie multimessager ;
- contribuer au développement technologique et à la dissémination de ces résultats, en collaboration avec d'autres organismes internationaux, européens ou nationaux ;
- promouvoir l'exploitation industrielle du savoir, des technologies et autres résultats produits par la recherche.

### Membres
Les deux membres fondateurs sont le CNRS (France) et l'INFN (Italie). Le Nikhef néerlandais a rejoint en tant qu'observateur en 2007 et membre à part entière au début du 22 mars 2022. Le consortium a accueilli de nouveaux membres observateurs belges, espagnols et polonais en 2023; les deux fondations belges FWO (en) (Flandre) et FNRS (Wallonie) sont devenues membres à part entière en mars 2025

### Budget
EGO dispose d'un budget annuel de 9 millions d'euros, réparti à parts égales entre le CNRS français et l'INFN italien. Il reçoit également des contributions en nature du Nikhef (Pays-Bas).